# ۳جی کپیتال
۳جی کپیتال (انگلیسی: 3G Capital) شرکت سرمایه‌گذاری آمریکایی است، که در زمینه مدیریت سرمایه‌گذاری، مدیریت صندوق‌های پوشش ریسک و سرمایه‌گذاری خصوصی فعالیت می‌کند.
شرکت ۳جی کپیتال در سال ۲۰۰۴ توسط خورخه پائولو لمان، مارسل هرمن تلز و کارلوس آلبرتو سیکوپیرا تأسیس شد و در حال حاضر مالک اکثریت سهام شرکت‌هایی چون؛ هاینز، برگر کینگ، تیم هورتونز، کرفت فودز، انهایزر-بوش اینبیف، لوجاس آمریکاناس و آمریکا لاتینا لجستیکا می‌باشد. دفتر مرکزی این شرکت در شهر نیویورک، ایالات متحده آمریکا قرار دارد.